# Drenova (Rijeka)
Drenova je mjesni odbor grada Rijeke, smješten na uzvisini iznad grada. Povijesno se sastoji od dvije cjeline (Gornje Drenove i Donje Drenove), danas sjedinjene u jednu gradsku četvrt. Na Drenovi se nalazi središnje gradsko groblje koje uz postojeće zelenilo osigurava Drenovi epitet najmirnijeg naselja. Iz toga i proizlazi moto mjesnog odbora - "Drenova - zelena pluća grada". 

## Zemljopis
Mjesni odbor je smješten iznad Rijeke i obuhvaća visoravan Drenovu i prostor omeđen sa sjevera Rječinom te mjesnim odborima Brašćine-Pulac i Pašac na istoku, Škurinje na zapadu, Škurinjska Draga na jugu te općinama Viškovo na sjeverozapadu, Jelenje na sjeveru i Čavle na istoku. 

## Stanovništvo
Drenova prema popisu iz 2011. godine ima 7624 stanovnika.

## Vijeće Mjesnog odbora
Vijeće Mjesnog odbora ima sedam članova, a predsjednik je Saša Jurešić (SDP,HNS, PGS, SDSS).

## Povijest
Naselje Drenova nastalo je prije oko 300 do 400 godina kad su se formirali zaseoci Podbreg, Macani, Klanjci, Kablari, Brdina i još pokoje, a stanovnici tih malih, raštrkanih naseobina nazivani su Drenovčani. Ime je dobilo po drenu, šumskoj voćki, koja raste u drenovskim šumama. 
Mjesto se protezalo od današnje tzv. Streljane do Benčani i obuhvaćalo područje Lopače i dolinom Rječine do Grohova. 
Značajna godina u povijesti Drenove, pogotovo za opismenjavanje žitelja, svakako je 1838. godina kada je župnik Ivan Cvetko osnovao crkvenu župu i počeo okupljati i podučavati djecu pismenosti. Njegovim zalaganjem 1844. godine započinje gradnja škole koja je 1852. završena i započela radom.
Novim gradskim statutom 1872. g. Drenova postaje općina, a Drenovčani izjednačeni po pravima i dužnostima s građanima Rijeke.
Značajne osobe koje su pohađale drenovsku školu su: knjževnik i novinar Ivo Grohovac-Riječanin i Fran Franković, otac učiteljstva Istre, profesor i ravnatelj Učiteljske škole u Kastvu, profesor na Učiteljskoj školi u Kopru, autor "Hrvatske početnice" izdane u Beču 1911. g., utemeljitelj Hrvatske pučke čitaonice na Drenovi 1908. god.
Širenjem aktivnosti čitaonice nameće se potreba za izgradnjom Narodnog doma. Formirana je radna grupa i 1912. g. odobrena je lokacija na lokalitetu Dorčići. Početak 1. svjetskog rata onemogućio je realizaciju ove ideje. Utihnula je aktivnost čitaonice, drenovski očevi i sinovi upućeni su na ratišta Soče, Piave, Galicije, Srbije i Bosne i mnogi se nisu vratili svojim obiteljima i svojoj Drenovi.
Rimskim ugovorom iz 1924. Drenova je granicom podijeljena. Tom podjelom stvoreni su lokaliteti Donja i Gornja Drenova kojih su se nazivi zadržali do danas. Donja (lok. Dolnja) Drenova pripala je Italiji, a Gornja tadašnjoj Jugoslaviji.
Podjelom je Gornja Drenova ostala bez škole, crkve, groblja i mnogi, zaposleni u talijanskoj Rijeci, bez posla i kruha. Drenovčani žele – ako su već odvojeni od svog grada Rijeke – da se pripoje Sušaku koji je također razdiobom pripojen Jugoslaviji. Tako je 14. svibnja 1924. gradsko poglavarstvo Sušaka na čelu s gradonačelnikom posjetilo Drenovu i vodilo razgovore o realizaciji želja Drenovčana. Više sile su odredile i pripojile Gornju Drenovu gradu Kastvu.
U periodu prije i nakon Prvog svjetskog rata, u doba političkih borbi oko Rijeke, rad Pučke čitaonice Drenova osnovane 1908. odigrao je značajnu ulogu na okupljanju mještana i širenju aktivnosti u kulturi kao i na očuvanju nacionalne svijesti. 
Rad osnovne škole na Gornjoj Drenovi započinje 1924. godine u privatnoj kući Frana Frankovića (Tonići), a 1930. sagrađena je nova škola na Tuniću u kojoj je radio istaknuti učitelj Ivan Ribarić – Istranin.  Škola radi sve do početka 2. svjetskog rata, da bi je okupatori spalili 1943. godine.
Godinu prije, 1929., realizirana je stara ideja i želja Drenovčana i izgrađen je Narodni dom na Lokvi koji postaje središte kulturnog i nacionalnog života Drenove.
Početak Drugog svjetskog rata odvija se u posebnim okolnostima. Mještani se organiziraju i uključuju u Narodnooslobodilački pokret. Organizatori i vođe tih aktivnosti su mladi ljudi – omladinci. Samo mjesto je prošlo teška i bremenita vremena.  Za ovako malu sredinu velika je žrtva četrdeset i pet poginulih mještana. 
Intenzivnom društvenom stanogradnjom koncem 70-tih godina, Drenova postaje urbana riječka gradska četvrt.

## Gospodarstvo
Na Drenovi nema značajnijih privrednih subjekata, naselje je primarno rezidencijalnog tipa.
Od komunalnih subjekata je najznačajnije Centralno gradsko groblje Drenova kojim upravljaju KD Kozala i Grad Rijeka.
Na području MO Drenova 2001. god. izgrađena je vodosprema Streljana kojom upravlja KD Vodovod i kanalizacija. Svojim obujmom od 20.000 m3 vodosprema Streljana ne samo da je najveća vodosprema, od ukupno njih 68 u riječkom vodoopskrbnom sustavu, nego je ujedno i jedna od većih vodosprema na području jugoistočne Europe.
Od važnijih organizacija koje djeluju na Drenovi je DVD Drenova koje je nosilac brojnih aktivnosti u lokalnoj zajednici.

## Poznate osobe
- Ivo Grohovac
- Ivan Cvetko
- Fran Franković

## Spomenici i znamenitosti
Od kulturnih znamenitosti svakako treba spomenuti Kapelu Svih Svetih na Obršu, Crkvu Gospe Karmelske na Donjoj Drenovi Crkvu Svetog Jurja na Gornjoj Drenovi pa i Kapelicu na Velom vrhu.

#### Kapela Svih Svetih
Kapela Svih Svetih na Obršu nalazi se danas u području Centralnog gradskog groblja i služi za zadnji ispraćaj pokojnika. 
U knjizi riječkog povjesničara Ivana Koblera (1811. – 1896.) "Povijest Rijeke" u dijelu u kojem opisuje crkve u Rijeci nalazimo sljedeće: 
U bilježnici “Strazza crediti” koju je drenovski trgovac Francesco Stefan, (vlasnik nekadašnje Butege i peknjice pul Benaši) počeo voditi 23. lipnja 1988. g., na drugoj stranici nalazimo njegov vlastoručni zapis:
Nažalost gospodin Fran nije naveo izvor, ali zahvaljujući njemu možemo vjerovati da je kapelica izgrađena davne 1575.
Izgradnjom, najprije kapelice Gospe Karmelske 1628., a potom i crkve Gospe Karmelske 1847. godine, kapela gubi prvotnu namjenu kao jedina crkva na Drenovi i sve više propada. 
Došavši na Drenovu 1970. g., tadašnji župnik mons. Gabrijel Bratina zalaže se za njezinu obnovu koja je 1977. godine i ostvarena, a izgradnjom Centralnog gradskog groblja 1984. godine kapelica počinje služiti pri posljednjem ispraćaju pokojnika.
U sklopu izgradnje centralnog objekta na gradskom groblju, kapelica je ponovo obnovljena i, premda vremešna, lijepo se uklopila u novosagrađeni kompleks.

#### Crkva Blažene Djevice Marije Karmelske
Dana 1. svibnja 1837. godine don Ivan Cvetko, do tada župni pomoćnik,  izabran je za župnika na Drenovi. Već sljedeće godine dao je sagraditi župni stan koji i danas služi istoj svrsi. U župnom stanu Ivan Cvetko okupljao je napredniju djecu Drenove i učio ih prvoj pismenosti.
Bogoslužje se tada, zadnjih 10 godina, vršilo u kapeli Svih Svetih na današnjem novom groblju, jer je kapelica Gospe Karmelske, sagrađena davne 1628. godine na prostoru između Drenovskog puta i samostana u blizini župnog dvora, bila u ruševnom stanju.
Zalaganjem Ivana Cvetka kod civilnih i crkvenih vlasti odobrena je godine izgradnja nove crkve čiji je kamen temeljac blagoslovljen 10. svibnja 1847. g. Zanimljiv je podatak da je crkva u vanjskim crtama sagrađena za svega 3 mjeseca pa je već 22. studenoga iste godine blagoslovljena i u njoj su se počele održavati svete mise. Tadašnji biskup senjsko-modruški dr. Vjenceslav Šoić posvetio je crkvu 24. rujna 1863. godine Blaženoj Djevici Mariji s Karmelskog brda.
Zanimljive podatke o drenovskoj crkvi prenosimo iz knjige "Povijest Rijeke" riječkog povjesničara Ivana Koblera (1811. – 1896.): 
Kada je 1718. godine umro posljednji muški nasljednik Giovanni Battista Fiorini de Blühenberg, njegove su dvije kćerke, Franciska, supruga Giovannia Domenica Peria, te Maria, Giuseppea Antonia Svilocossia, podijelile očevo nasljedstvo. Zatim je Antonia, udovica Monaldi, kćerka gore spomenutih Peria oporučno ostavila godine 1756. svome rođaku arhiđakonu Svilocossiu posjed na Drenovi, uz obvezu održavanja i bogoslužja u kapeli. Nakon njegove smrti godine 1780., posjed i patronat pripali su arhiđakonu Periu, koji je dokumentom iz 1789. izjavio kako je on posljednji nasljednik ženske loze Fiorini, te da mu je tako dopušteno slobodno raspolaganje posjedom i patronatom, jer je Monaldieva u svojoj oporuci ograničila posjedovanje dobara i patronata samo na članove obitelji.
Arhiđakon de Peri, koji je umro 1810. godine, oporukom iz 1807., ostavio je posjed na Drenovi, uz iste obveze, Svom praunuku Francesku de Terzyu.
Već 1789. na Drenovi je utemeljena Kapelanije, čije je središte bila ova kapela, a prvi je kapelnik bio kanonik Munier, no kada je nakon godine dana ona ukinuta, uvaženi Kaptol ponovo je preuzeo duhovnu skrb.Dne 3. rujna 1836. godine Gradsko vijeće je odlučilo osnovati župni dvor na Drenovi, što je Biskupija odobrila u studenome iste godin, tako da je 1. svibnja svećenik don Giovanni Cvetko, do tada župni pomoćnik u Delnicama, izabran za župnika na Drenovi.
Tijekom sređivanja prihoda za održavanje kulta, pokrovitelj Francesko de Terzy, tada gradski kancelar, vinkulirao je iznos od 500 forinti u korist ove kapele.
Malo kasnije ustanovilo se kako zbog svoje slabe građe kapela neće dugo izdržati. Zato je 1846. godine odlučeno sagraditi prostraniju crkvu sa svotom od 2.367 forinta. Kapela je srušena, a 24. rujna 1863. biskup je istom posvetom Bl. Djevici Mariji s Karmelskog brda posvetio novu crkvu.
Na kamenoj ploči na pročelju nove crkve nalazi se sljedeći epigraf :
ZELO PROTO PAROCHI CVETKO
LABORE POPVLI
EXPENSIS AERARII CIVITATIS
VIRGINI CARMELI
CONSTRVCTA
Izgrađena crkva odoljevala je zubu vremena sve do 2001. g. kada je započela temeljita rekonstrukcija. Godine 2006. dovršeni su radovi na proširenju crkve i dogradnji pastoralnog centra čime je crkveni kompleks poprimio današnji izgled.

#### Crkva Svetoga Jurja
Rimskim sporazumom od 1924. godine razdvojena je Drenovu na Gornju i Donju. Tim razgraničenjem gornji dio Drenove, Podbreg, Lopača, Grohovo ostali su bez crkve, groblja i škole. 
Tek godine 1931. pristupa se gradnji sakralnog objekta: buduće župne crkve. Usporedo s crkvom gradio se župni stan koji je iste godine i dovršen. Crkva se intenzivno gradila te i sljedeće godine, ali je potpuno dovršena tek 6. kolovoza 1939. godine kad ju je blagoslovio dekan Anton Košir, župnik u Svetom Mateju. Prije toga, iste godine, 23. travnja, dekretom Senjsko-modruškog biskupskog ordinarijata u Senju osnovana je župa svetog Jurja mučenika na Gornjoj Drenovi. 
U novoosnovanu župu spadaju: mjesto Drenova i sela Benaši, Brdo, Grohovo, Kablari, Lopača, Mugarić, Patersko i Podbreg.
Crkva je sagrađena doprinosom i brigom Hrvatske banske vlasti u Zagrebu koja je snosila sve troškove izgradnje. Sagrađena je iz armiranog betona s kamenim zidom u starohrvatskom stilu. Dužina građevine je oko 16, a širina 11 metara. Glavni oltar je od kamena s reljefnom slikom sv. Jurja iznad svetohraništa. Oltar je postavljen 26. travnja 1937. godine. Zvono posvećeno sv. Jurju težine 192 kilograma saliveno je u Zagrebu u firmi „Kvirin Lebiš“ i ima glas (ton) „dis“. Nabavljeno je 1933. godine, a posvetio ga je tadašnji pomoćni biskup zagrebački Franz Salis – Sevis.

#### Kapela na Velom vrhu
U dnevnim novinama "LA VEDETTA D'ITALIA" koje su u Rijeci izlazile početkom drugog svjetskog rata u brojevima od 5, 11 i 12. listopada 1941. zapisano je svjedočanstvo o pripremi i otvaranju kapele i to na dan Sv.Martina,11. studenog 1941. godine. 
Kapelu je blagoslovio vojni ordinarij mons. Bartolomasi, u društvu s vojnim kapelanom Giussepeom Raimondijem. Izgrađena je radom samih graničara i vojnika XXVIII sektora talijanske vojske (to su bili vojnici iz sjeverne Italije, uglavnom iz Bresce i Bergama). Izgradnja i posveta bila je u ime Italije, kao simbol pobjede u Travanjskom ratu i zahvalu za osvajanje kote Veloga vrha bez žrtava ( Travanjski rat između sila osovine i kraljevine Jugoslavije od 6. do 17. travnja 1941.) i oslobođenja ovoga kraja od srpske tiranije kako to kaže isti izvor od 5. studenog 1941., str.3: "...che il nome d'Italia suoni come simbolo di Vittoria e di civitta' in una terra da lunghi anni soggiogata dalla tirannia serba". Kapela je dobila i svoju zaštitu u imenu Majke Božje od stražara na granici! 
Izgrađena je na najvišoj koti Velog vrha, brda iznad Drenove na nadmorskoj visini od 439 metara. Godine gradnje odredile su neoklasicističku arhitekturu 30-tih i 40-tih godina prošlog stoljeća. Kapela ima izbačenu apsidu (za oko 1 m) i preslicu nad ulaznim pročeljem, interesantno, bez zvona. U preslici se nalazi kameni ("Carrara" kamen) reljef Majke Božje, koja u rukama drži dvije crkve: trsatsku i kozalsku. Ziđe je iz kamenih blokova debljine oko 70 cm. Visina do vijenca krova je 3,10 m, a do sljemena dvostrešnog krova 5,60 m. Visina preslice je 7,50 m i na nju je ugrađen betonski križ visine oko 60 cm. Kapela ima veliki lučni ulaz širine 3,45 m i visinu u tjemenu od 3,75 m. Izvorno, bila su samo željezna vrata iz metalnih profila, vizualno providna, što bi bilo bolje da je ostalo i tijekom obnove, bez ostakljenja). Na bočnim zidovima kapele, obostrano je po jedan lučni prozor dimenzija 70x150 cm. Korisna površina kapele (unutarnja) iznosi 16,30 m2. Kapela se koristila sve do 8. rujna 1943. (do kapitulacije Italije), od kada je napuštena i prepuštena propadanju.Tijekom poraća, od 1945. nadalje, nitko o njoj nije vodio brigu, tako da je građevina progresivno propadala. Djelomično i zbog toga što je i u vrijeme izgradnje, ali i kasnije, taj prostor bio u vojnoj zoni i nije bilo dozvoljeno izvoditi nikakve radove u istome, bez suglasnosti vojnih vlasti. Pučanstvo Drenove, u doba Italije, moglo je biti tamo samo na dan otvaranja kapele, što također svjedoči o karakteru građevine.
Takvo je stanje propadanja potrajalo sve do druge polovice 90-tih godina prošlog stoljeća, kada je krenula spontana obnova koja je podrazumijevala cjelovitu sanaciju zgrade s novim krovištem i krovom, žbukanjem i bojanjem ziđa, fasadu te opločenje poda. Ugrađena je i crna bravarija (dva bočna prozora i ulazna metalna vrata po uzoru na nekadašnja, u početku postavljena bez ostakljenja, kasnije, mimo volje projektanta sanacije, ostakljena). Unutrašnjost apside oslikao je ruski umjetnik Aleksandar Zvjagin, dok je kameni reljef u preslici restaurirao akademski kipar Zlatko Kutnjak.

## Obrazovanje
Na području Drenove nalazi se Osnovna škola "Fran Franković" koja nosi ima prema jednom od najznačajnijih Drenovčana.
Uspješno djeluje i Gradska knjižnica Rijeka, ogranak Drenova.

## Kultura
Brojne su udruge građana koje sudjeluju u kreiranju događanja na području Drenove
Zborovi i plesne skupine:
- Mješoviti pjevački zbor DVD Drenova
- Lahor, pjevački zbor župe BDM Karmelske
- Drenovske mažoretkinje

Zdravlje i socijalna skrb: 
- Aktiv Crvenog križa Drenova
- Društvo dobrovoljnih davalaca krvi Drenova
- Aktiv žena Drenove
- Klub umirovljenika i starijih osoba Drenova

Udruge:
- Udruga "Dren"
- Društvo štovatelja baštine "Bez granica"

Mjesni odbor Drenova kvartalno izdaje i vlastito glasilo Drenovski list

## Šport
- Boćarski klub Drenova
- Ženski odbojkaški klub "Drenova"
- Malonogometni klub Drenova
- Sport club Leone
- Lovačko društvo "Lisjak, lovna grupa "Lubanj-Drenova"
- Ri rock climbing klub
- Pikado klub Romano

## Vanjske poveznice
- Interaktivna karta Drenove  Arhivirana inačica izvorne stranice od 13. svibnja 2019. (Wayback Machine)
- službene WEB stranice MO Drenova  Arhivirana inačica izvorne stranice od 21. srpnja 2011. (Wayback Machine)
- Himna MO Drenova
- Drenova kakva je nekad bila - stare fotografije